# Thermochrous exigua
Thermochrous exigua là một loài bướm đêm thuộc họ Anomoeotidae. Loài này có ở Malawi.